# Presbytis
Presbytis (Сурілі) — рід приматів фауни Старого Світу з родини Мавпові (Cercopithecidae) котрі проживають в південно-східній Азії. Їх місцем існування є ліси, первинні або вторинні.

## Вигляд
Досить маленькі, тонкі. Хутро коричневе, сіре або чорне зверху і білувате знизу, іноді оранжеве, у деяких видів, є відмітини на голові або на стегнах. Волосся на голові утворює пучок. Від інших родів підродини відрізняються особливостями у черепній структурі (немає надбрівних дуг), зубами і невеликими великими пальцями рук. Presbytis досягають довжини тіла 42-61 см, хвіст довжиною від 50 до 85 см, вага 5-8 кг.

## Стиль життя
Їжа складається з молодих листків, плодів і насіння. Вид денний. Вони витрачають майже все своє життя на деревах, вони хороші стрибуни або пересуваються рачки. Ці тварини живуть в основному гаремними групами від 4 до 15 тварин. Ці групи ієрархічно організовані, члени спілкуються один з одним за допомогою серії звуків і поз.

## Життєвий цикл
Після періоду п'ять-шість місяців вагітності, як правило, один малюк народжується. Новонароджені тварини білі з чорною смугою на спині. Лактація триває понад рік, статева зрілість у близько 4—5 років. Їх тривалість життя оцінюється в 20 років.

## Загрози
Як жителі тропічних лісів вони страждають, перш за все, від знищення місць проживання в результаті збезлісення. Майже всі види мають статуси МСОП, загрозливі, близькі до загрозливого, ті що викликають занепокоєння чи критично загрозливі.

## Види
За МСОП є 12 сучасних видів роду:
- - Presbytis chrysomelas
  - Presbytis comata
  - Presbytis femoralis
  - Presbytis fredericae
  - Presbytis frontata
  - Presbytis hosei
  - Presbytis melalophos
  - Presbytis natunae
  - Presbytis potenziani
  - Presbytis robinsoni
  - Presbytis rubicunda
  - Presbytis siamensis
  - Presbytis thomasi